# 슈퍼스타 빌리 그레이엄

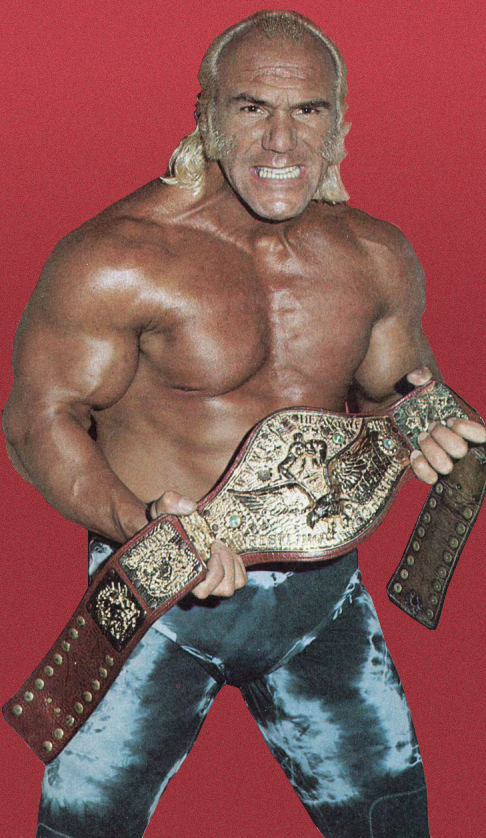
1977년 경 모습

슈퍼스타 빌리 그레이엄("Superstar" Billy Graham)으로 더 잘 알려진 엘드리지 웨인 콜먼 주니어(Eldridge Wayne Coleman Jr., 1943년 6월 7일 ~ 2023년 5월 17일)는 미국의 프로레슬러였다. 1977년부터 1978년까지 WWF 헤비급 챔피언으로 재직한 공로를 인정받았다. 주요 프로레슬링 프로모션에서 세 번이나 세계 챔피언을 차지했다. 수상 경력이 있는 보디빌더로서 그는 아널드 슈워제네거의 훈련 파트너이자 절친한 친구였다. 그는 복서 무하마드 알리의 인터뷰 스타일과 프로레슬링계의 체격을 닮은 인터뷰 방식과 카리스마 넘치는 퍼포먼스 스타일로 가장 기억에 남는 인물이다.